# Saison 1915-1916 de la PCHA
Saison précédente Saison suivante
La saison 1915-1916 est la cinquième saison de l'Association de hockey de la Côte du Pacifique (souvent désignée par le sigle PCHA en référence à son nom anglais : Pacific Coast Hockey Association), ligue de hockey sur glace du Canada. Chacune des quatre équipes qui commencent la saison joue dix-huit parties ; à la fin du calendrier, les Rosebuds de Portland sont la meilleure équipe de la PCHA et remportent le premier titre de champions de la ligue.

## Contexte
Au début de la saison, la PCHA accueille une quatrième équipe dans ses rangs : les Metropolitans de Seattle ; l'équipe est entraînée par Pete Muldoon et recrute plusieurs joueurs des Blueshirts de Toronto de l'Association nationale de hockey :
Harry Holmes, Frank Foyston, Jack Walker, Cully Wilson. Les joueurs de Portland finissent à la première place du classement avec treize victoires et cinq défaites.

## Saison régulière
| Équipe                     | PJ | V  | D  | N | BP | BC  |
| -------------------------- | -- | -- | -- | - | -- | --- |
| Rosebuds de Portland       | 18 | 13 | 5  | 0 | 71 | 60  |
| Millionnaires de Vancouver | 18 | 9  | 9  | 0 | 75 | 69  |
| Metropolitans de Seattle   | 18 | 9  | 9  | 0 | 68 | 67  |
| Aristocrats de Victoria    | 18 | 5  | 13 | 0 | 74 | 102 |

## Joueurs

### Meilleurs pointeurs
Avec trente-cinq points à la fin de la saison, Cyclone Taylor est le meilleur compeur de la PCHA alors que Bernie Morris de Seattle termine meilleur buteur avec vingt-trois réalisations.

## Coupe Stanley
Portland devient la première équipe basée aux États-Unis à participer à un défi de la Coupe Stanley ; opposés aux Canadiens de Montréal de l'ANH, les Rosebuds sont battus au meilleur des cinq matchs trois rencontres à deux, le dernier match se finissant sur le score de 2-1 avec un but de George « Goldie » Prodgers.